# وایلاته
وایلاته (به ایتالیایی: Vailate) یک کومونه در ایتالیا است که در استان کریمونا واقع شده‌است. وایلاته ۹٫۸ کیلومتر مربع مساحت و ۴٬۲۹۹ نفر جمعیت دارد.